# Бебе (певица)
Вижте пояснителната страница за други личности с името Бебе.
Мария Ниевес Ребойедо Вила (на испански: María Nieves Rebolledo Vila) известна като Бебе (ударението е на първата сричка – Бéбе) (р. Валенсия, Испания; 9 май 1978) е испанска певица, автор на песни и актриса, спечелила международна известност с песните си „Malo“ („Лош“) и „Ella“ („Тя“). Родена е във Валенсия, но още на една година с родителите си Хосе Антонио Ребойедо Санчес (на испански: José Antonio Rebolledo Sánchez) и Мария де лас Ниевес Вила Молано (на испански: María de las Nieves Vila Molano) се премества в Бадахос, област Естремадура.

## Биография
Бебе е родена във Валенсия, Испания но е отгледана между Сафра, Монтихо, Мéрида и Бадахос – градове в югозападната автономна област Естремадура, близо до границата на Испания и Португалия. Родителите ѝ са музиканти, част от фолклорната група Surberina. Бебе расте, обградена от музикални инструменти и музика, още като съвсем малка ѝ връчват китара за пръв път, а на 11-годишна възраст вече участва в музикалната група Vanagloria. През 1996 година след завършване на гимназия Бебе заминава за Мадрид, където учи драматично изкуство. Скоро започва с музикални изпълнения в барове и заведения в столицата на Испания: La Redacción, Libertad 8, El búho real и др. а през 2001 година печели конкурс за автори-изпълнители от Екстремадура.
В края на 2003 получава предложение за издаването на собствен албум. Албумът се появява в края на март 2004, със заглавие Pafuera Telarañas (Вън от паяжините) и е продуциран от Carlos Jean. Между най-известните песни в него са „Ella“, „Siempre me quedará“ и „Malo“, която придобива голям успех в Италия през лятото на 2006. Към албумът е добавена и песента „Que nadie me levante la voz“ – (Никой да не ми повишава глас), която Бебе изпълнява за излъчвания и в България испански сериал Аида.
На 27 юни 2006 Бебе обявява временното си оттегляне от света на музиката и се концентрира върху кариерата си на актриса.
Под името Бебе Ребойедо участва във филма Обучението на феите (La educación de las hadas), режисиран от Хосе Луис Куерда, а в Хаотичната Ана (Caótica Ana), режисиран от Хулио Медем  участва като Бебе.
През юни 2009 представя втория си музикален албум, наречен Y. (Чете се като „И пунто“). Сингли от този албум са „La bicha“, „Me fui“, „Pa mi casa“ y „Busco me“. По време на церемонията на Латино Грами през 2009 тя потвърждава слуховете за своята бременност  и на 31 март 2010 година ражда дъщеря си – Кандела.
На 6 февруари 2012 година е пуснат в продажба третият студиен албум на Бебе „Un Pokito de Rocanrol“ (Малко рокенрол).
През годините работи съвместно с Tontxu, Chambao, Luis Pastor, Albert Pla, El Combolinga, Los Delinqüentes, El Tío Calambres, Kultama, Paco Bello, Los Aldeanos, Shinoflow и SYJ и други; а заедно с Ернан Зин (Hernán Zin) и Carlos Jean е съавтор на песента „César debe morir“ – „Цезар трябва да умре“ – водеща песен в документалния филм, режисиран от Ернан Зин La guerra contra las mujeres – Войната срещу жените, излъчен за пръв път по Испанската телевизия през ноември 2013. 
В България Бебе е добре приета и има многобройни фенове, концертите ѝ са много успешни. Първото ѝ гостуване е в София – на 14 февруари 2013 г. в Sofia Live Club, а през август 2014 г. в рамките на „High Summer 2014“ Бебе изнася два концерта на Българското Черноморие – в Bash Bar на къмпинг Градина и в Cachaça Bar, Варна.

## Дискография – албуми
Студио албуми
| Година | Заглавие              |
| ------ | --------------------- |
| 2004   | Pafuera Telarañas     |
| 2009   | Y.                    |
| 2012   | Un Pokito de Rocanrol |
| 2015   | Cambio de piel        |

## Сингли
Pafuera telarañas
- „Malo“
- „Ella“
- „Con mis manos“
- „Siempre me quedará“
- „Como los olivos“
- „Que nadie me levante la voz“ (Тема от испанския телевизионен сериал „Аида“)

Y.
- „Me fui“
- „La bicha“
- „Pa mi casa“
- „Busco-me“
- „Se fue“

Un pokito de Rocanrol
- „K.I.E.R.E.M.E.“ – (качен в iTunes на 25 ноември 2011).[6]
- „Adiós“
- „Me pintaré“
- „Mi guapo“

Cambio de piel
- „Respirar“

## Видеография
Pafuera telarañas
- „Malo“
- „Ella“
- „Con mis manos“
- „Siempre me quedará“

Y.
- „Me fui“
- „Pa mi casa“
- „La bicha“

Un pokito de Rocanrol
- „K.I.E.R.E.M.E.“
- „Adiós“
- „Me pintaré“
- „Mi guapo“

## Признания
- Награди Ondas 2004: Изгряващ изпълнител.
- Награда Жена и медии за комуникация 2005.
- Музикални награди 2005: Изгряващ изпълнител („Malo“), Изгряващ изпълнител (Pafuera telarañas), Най-добър поп албум (Pafuera telarañas), Най-добър клип (Joan Vallverdú – „Malo“).
- Награда Екстремадура за Творчество 2005: Най-добра творба на автор от Екстремадура.
- Музикални награди 2006: Номинация за най-добра песен („Malo“), Номинация за най-добра електронна песен („Corre“), номинация за най-добър аранжимент и най-добър артистичен продуцент (Carlos Jean – Pafuera Telarañas), номинация за най-добър тонрежисьор (José Luis Crespo – Pafuera Telarañas).
- European Border Breakers Awards 2006
- През 2005, Бебе печели Латино Грами за Изгряващ изпълнител
- Награди MTV: Номинация за най-добра испанска изпълнителка.
- Награди Гоя 2006: Номинация в категорията Най-добър женски актьорски дебют за „Обучението на феите“.
- Награди Гоя 2006: Номинация в категорията Най-добра песен, за „Corre“ 2005.
- През 2007, Бебе печели Награда „Гоя“ за Най-добра песен „Tiempo pequeño“, от филма „Обучението на феите“.
- През 2009 е номинирана в категорията Най-добър латино диск при връчването на 52-те награди Грами
- През 2012 е номинирана при връчването на 12-ите награди Латино Грами за Албум на годината.
- През 2014 е обявена за почетен гост на Буенос Айрес [7]

## Филмография
- Caótica Ana – Хаотичната Ана – 2007
- La educación de las hadas – Обучението на феите – 2006
- Busco – Търся – 2006
- El oro de Moscú – Златото на Москва – 2003
- Al sur de Granada – На юг от Гранада – 2003
- Entre cien fuegos – Сред сто огъня (TV) – 2002